# Deutscher Motor Sport Bund
Der Deutsche Motor Sport Bund e. V. (DMSB) ist ein Dachverband für den Motorsport in Deutschland. Träger des Vereins sind ADAC, AvD und DMV. Weitere Mitglieder sind neben 15 Landesverbänden der Allgemeine Deutsche Motorsport Verband (ADMV), der Veteranen-Fahrzeug-Verband (VFV), der Automobil-Club Verkehr (ACV) und der Porsche Club Deutschland (PCD).
Er wurde am 8. Juni 1997 gegründet, um 1998 die Nachfolge der OMK und der ONS zu übernehmen.
Der DMSB ist Mitglied in der FIA, der FIM und der FIM Europe sowie – national – im DOSB. Der DMSB hat bei der FIA den Status eines ASN (franz.: Autorité Sportive Nationale, Träger der nationalen Sporthoheit) und bei der FIM den Status einer FMN (franz.: Fédération Motocyclisme National, nationale Mitglieds-Föderation der FIM/UEM). Der DMSB ist damit berechtigt internationale FIA- und FIM-Lizenzen für seine nationalen Lizenznehmer auszustellen.
Geleitet wird der Verein von einem fünfköpfigen Präsidium, dem bei Fachfragen ein Exekutivkomitee mit zahlreichen Ausschüssen beratend zur Seite steht. Am 21. April 2012 wurde Hans-Joachim Stuck auf der DMSB-Mitgliederversammlung zum neuen Präsidenten gewählt, nachdem sich sein Vorgänger Torsten Johne nicht mehr zur Wahl gestellt hatte. Stuck selber trat am 19. Februar 2020 von seinem Amt zurück. Sein Nachfolger wurde am 31. Januar 2021 Wolfgang Wagner-Sachs. Der Sitz des Vereins gemäß Satzung ist Frankfurt am Main.

## Zweck, Ziele und Aufgaben
1. Der DMSB übt die Sporthoheit für den Automobil- und Motorrad-Sport für das gesamte Gebiet der Bundesrepublik Deutschland aus und vertritt den deutschen Automobil- und Motorrad-Sport international als Mitglied in FIA (Fédération Internationale de l’Automobile) und FIM (Fédération Internationale Motocycliste) sowie FIM Europe (Fédération Internationale Motocycliste Europe).
2. 1Zweck und Aufgabe des DMSB ist die Förderung des Motorsports unter besonderer Berücksichtigung der Jugendarbeit.
2Den Satzungszweck verwirklicht der DMSB insbesondere durch
a) die Wahrung der Belange seiner Mitglieder und der diesen angehörenden Motorsportler in Staat und Gesellschaft, in nationalen Sportorganisationen, insbesondere dem DOSB (Deutscher Olympischer Sportbund), sowie gegenüber den Medien und der Wirtschaft. 3Er wahrt durch alle dazu geeigneten Maßnahmen die Interessen der Motorsportler im Allgemeinen und der mittelbaren Mitglieder (§4 Ziff.3) im Besonderen bei der Umsetzung deren Wunsches, Motorsport nach den Regeln des DMSB zu betreiben. 4Er führt unter Wahrung des Gleichbehandlungsgrundsatzes seine Aufgaben in parteipolitischer und konfessioneller Neutralität durch.
b) die Überwachung der Durchführung des Motorsports, soweit er in seinem Zuständigkeitsbereich liegt, im gesamten Gebiet der Bundesrepublik Deutschland nach einheitlichen Regeln. 3Hierzu kann sich der DMSB auch der Trägervereine und der dem DMSB angehörenden Landesmotorsportfachverbände (LMFV) bedienen. 4Im Rahmen seiner Aufgaben erkennt der DMSB die Verbandsstatuten, Sportgesetze und -gerichtsbarkeiten von FIA, FIM, FIM Europe und DOSB an und unterwirft sich diesen. 5Er verwirklicht diese Aufgaben u. a. durch die Aufstellung, Durchsetzung und Überwachung einheitlicher Sportregeln für den Automobil- und Motorrad-Sport in Übereinstimmung mit den von FIA, FIM, FIM Europe sowie DOSB aufgestellten Statuten und Sportgesetzen. 6In Ausübung seiner satzungsmäßigen Aufgaben führt der DMSB die Sportgerichtsbarkeit durch und erlässt Verbandsordnungen mit verbindlicher Wirkung für seine Mitglieder.
c) die Durchsetzung des Dopingverbots. 3Zu diesem Zweck nimmt der DMSB am Dopingkontrollsystem der Nationalen Anti-Doping-Agentur (NADA) und der internationalen Fachverbände teil.
4In dem vom DMSB geregelten Motorsport sind DMSB, NADA und die internationalen Fachsportverbände berechtigt, Dopingkontrollen während und außerhalb der Veranstaltungen durchzuführen.
5Einzelheiten zur Verfolgung und Ahndung von Verstößen regeln in ihrer jeweils aktuellen Fassung die internationalen und nationalen Sportgesetze von FIA, FIM, FIM Europe und DMSB, die Anti-Doping-Bestimmungen der FIA, der Anti-Doping-Code der FIM, der NADA-Code und die „Liste der verbotenen Substanzen und Methoden“ der Welt-Anti-Doping-Agentur, die allesamt nicht Bestandteil dieser Satzung sind. 6Die Verfahren werden nach den internationalen Verfahrensregelungen, der Rechts- und Verfahrensordnung und den Verfahrensregelungen des NADA-Codes durchgeführt. 7Zuständige Disziplinarorgane im Sinne des NADA-Codes sind die DMSB-Sport- und Berufungsgerichte Automobilsport und Motorradsport.
d) die Unterstützung und Entwicklung des Spitzen- und Breitensports, des Amateur- und Freizeitsports.
e) die Zulassung von Trainern und Übungsleitern sowie ihre Aus-, Fort- und Weiterbildung und die von ehren- und hauptamtlichen Vereins- und Verbandsmitarbeitern zu regeln und zu fördern.
f) Informations- und Verbesserungsmaßnahmen um die Sicherheit im Motorsport zu fördern.
g) die Beachtung der erforderlichen Maßnahmen zum Schutz der Natur und Umwelt.
h) die Pflege und Förderung des Ehrenamts.

3.a) Im Rahmen der vorgenannten Aufgaben (Ziffern 1 und 2) obliegt dem DMSB:
• 1Die Ausschreibung seiner Prädikate, Serien oder Veranstaltungen, die Erstellung des Kalenders hierfür sowie die Abwicklung dieser Prädikate, Serien und Veranstaltungen. 2Dies umfasst auch die Delegierung seiner Prädikate auf einen oder mehrere Trägervereine.
• Die Ausgabe von Lizenzen für die Teilnahme an den vorgenannten Prädikaten, Serien oder Veranstaltungen sowie der internationalen Lizenzen.
b) Den Mitgliedern bleibt das Recht unbenommen, eigene Prädikate, Serien oder Veranstaltungen auszuschreiben und durchzuführen, deren Genehmigung durch den DMSB zu erteilen ist, sofern sie dessen Regeln beachten und einhalten.
c) Der DMSB genehmigt keine neuen Prädikate, Serien oder Veranstaltungen, die in Konkurrenz zu bestehenden oder konkret geplanten Prädikaten, Serien oder Veranstaltungen des DMSB oder eines seiner Mitglieder stehen, es sei denn, der DMSB beteiligt sich daran als Promoter und/oder Veranstalter und/oder Lizenzgeber.
d) Erhalten Prädikate, Cups, Serien oder sonstige Veranstaltungen der Mitglieder i. S. d. § 2 Ziffer 4 b), an denen der DMSB nicht beteiligt ist, auf deren Antrag ein Prädikat des DMSB, so erhält der DMSB die hierfür vorgesehene Lizenzgebühr. Die Rechte zur Kalenderplanung, Erstellung des Reglements sowie zur Vermarktung verbleiben jedoch dem Mitglied.

### Lizenzen
Der DMSB vergibt in Deutschland Lizenzen für Fahrer, Beifahrer, Sportwarte und Instruktoren zur Teilnahme an nationalen Sportveranstaltungen des DMSBs bzw. den internationalen Veranstaltungen der FIA. Die Lizenzen werden jeweils für ein Jahr ab dem 1. Januar vergeben.
Die Lizenzen müssen jeweils beim DMSB oder bei einem der Dachverbände (ADAC, AvD oder DMV) schriftlich beantragt werden. Dabei sind Nachweise über die geforderten Voraussetzungen zur jeweiligen Lizenz zu erbringen. Diese umfassen zum Beispiel Gesundheitstest, Teilnahmen an Rennveranstaltungen inkl. Platzierungen, Teilnahme an Schulungsveranstaltungen oder vorhergehende Lizenzen.
Für die Ausstellung der Lizenzen sind Gebühren zu entrichten. Die Lizenz schließt eine Unfallversicherung (Grundversicherung) mit ein.
| Fahrerlizenz Automobilsport                              | Voraussetzung | Berechtigung |
| -------------------------------------------------------- | --- | --- |
| Nationale DMSB Lizenz                                    | - keine (Altersbestimmungen je Veranstaltung) | Clubsport der Trägervereine, Rallye 200, Slalom, Gleichmäßigkeitsprüfung, Dragster (mit Einschränkungen), Autocross, Rallyecross                                                                                        |
| Nationale Lizenz Stufe A                                 | - Teilnahme an mindestens 3 Veranstaltungen mit DMSB- oder Junior-Lizenz und Platzierung unter den ersten 75 % in den letzten 12 Monaten ODER - Teilnahme an einer zertifizierten Schulung | wie DMSB Lizenz + Bergrennen, Kartrennen, Dragster, Leistungsprüfungen, Rundstreckenrennen |
| Nationale EU Profi-Lizenz                                | - Teilnahme an mindestens 3 Veranstaltungen mit Stufe A oder Junior Lizenz und Platzierung unter den ersten 75 % in den letzten 12 Monaten ODER - Erwirtschaftung von Einnahmen durch die Motorsporttätigkeit                                                                                         | wie Stufe A + nationale Bewerbe anderer europäischer Länder |
| Nationale DMSB-Junioren-Lizenz                           | - keine (Altersbestimmungen je Veranstaltung) | jeweils mit Einschränkungen: Dragster, Cross-Kart, Rallye, Gleichmäßigkeitsprüfung (nur Beifahrer), Slalom, Autocross, Rallyecross                                                                                      |
| Nationale Junior-Lizenz                                  | - mind. 6 Kartrennen - Sichtungs- und Fahrerlehrgang - mind. 3 Clubsport Rundstreckenrennen | ADAC-Formel-Masters, Formel-V 1300, Tourenwagen Markenpokale, Kartrennen, Slalom |
| Internationale Lizenz Stufe D (Event Licence)            | keine (ab 18 J.) | einzelne Veranstaltungen mit internationaler Beteiligung |
| Internationale Lizenz Stufe R                            | - Nationale A Lizenz oder EU-Profi Lizenz - Teilnahme an mind. 5 nationalen A-Wettbewerben in EU-Ländern und Platzierung unter den ersten 50 % in den letzten 24 Monaten - Teilnahme an mind. 5 historischen Rallyes mit Status NEAFP und Platzierung unter den ersten 50 % in den letzten 24 Monaten | Nationale Rallyes und Bergrennen |
| Internationale Lizenz Stufe C                            | - Internationale Lizenz A, B, C ODER - je nach nationaler Lizenz Teilnahme an jeweils 5 Veranstaltungen der jeweiligen Klasse und Platzierung unter den ersten 50 % in den letzten 24 Monaten | Nationale und internationale Rundstreckenrennen / Kartrennen der Stufe C, Rallye, Slalom, Autocross, Rallyecross, LKW-Rennen, Wettbewerbe für Solar/Elektrofahrzeuge, Dragster (Einschränkungen), Historische Fahrzeuge |
| Internationale Lizenz Stufe B                            | - Zieleinlauf und Wertungspunkte in mind. 5 nationalen oder internationalen Meisterschaftsläufen in den letzten 24 Monaten ODER - Platzierung unter den ersten 30 % in mind. 6 Rennen in einer 2.0l Formelklasse, der Formel BMW, der ADAC Masters Formel oder der Formel V-1300                      | Internationale FIA-Rennen der Stufe B |
| Internationale Lizenz Stufe A                            | - Platzierung unter den ersten 5 in mind. 6 Rennen der Stufe B innerhalb der letzten 24 Monate ODER - Erreichen des mind. 5. Platzes in einer Meisterschaft der Stufe B des laufenden oder des Vorjahres                                                                                              | Internationale FIA-Rennen der Stufe A |
| Zusatzberechtigung Ovalrennen                            | - Internationale Lizenz Stufe C - Teilnahme an mind. 5 Rundstreckenrennen und Platzierung unter den ersten 50 % innerhalb von 24 Monaten - Absolvierung eines Rookie-Tests | |
| Internationale Lizenz für Historische Fahrzeuge Stufe B  | keine (ab 18 J.) | Rennen mit historischen Renn- und Sportwagen |
| Internationale Lizenz für Drag Racing Stufen 4,3,2 und 1 | - DMSB Junior Lizenz - Einsatznachweis im Dragstersport | Nationale und Internationale Dragster Wettbewerbe (Unterteilt in 4 Stufen und 3 Klassen) |

### Periodika
Eine Sammlung der für Funktionäre und Aktive wichtigen Bestimmungen wird jährlich in Form eines Automobilsport-Handbuchs bzw. DMSB-Handbuch Motorradsport verschickt. Ab 2009 erschienen diese auch auf Mini-CD. Aktuelle Mitteilungen werden in der Zeitschrift Vorstart veröffentlicht, die sechsmal jährlich erscheint.

## Meisterschaften für Automobile

### Automobil-Rennserien
Der DMSB schreibt für 2008 folgende Automobil-Rennserien aus:
- DTM
- Formel-3-Euroserie (zusammen mit der FFSA)
- Deutsche Rallye-Meisterschaft
- Deutsche Automobil-Berg-Meisterschaft
- Deutsche Slalom-Meisterschaft für Fahrer und Teams
- Deutsche Rennslalom-Meisterschaft
- Deutsche Rallycross Meisterschaft
- Deutsche Autocross-Meisterschaft

### Pokale
Die Pokale sind unter den Deutschen Meisterschaften angesiedelt und richten sich in erster Linie an Amateure.
- DMSB-Rallye-Cup (Sponsorenname Ravenol DRC) in den Regionen Nord, West, Ost, Mitte und Süd
- DMSB-Bergpokal für Tourenwagen
- DMSB-Bergpokal für Rennsportfahrzeuge

## DMSB Staffel
Die DMSB-Staffel war die erste Sicherheitsstaffel im gesamten Automobilsport weltweit. Nach einer Idee von Herbert Linge 1972 gegründet, fand der Premiereneinsatz 1973 auf dem Hockenheimring statt. Noch heute sichert sie die Rennstrecken in aller Welt, rettet und birgt viele verunglückte Fahrer aus ihren Fahrzeugen. Zum 30-jährigen Jubiläum 2002 zählte die Staffel 150 freiwillige Mitglieder.

## Mitglieder

### Trägervereine
- ADAC – Allgemeiner Deutscher Automobil Club e. V.
- AvD – Automobilclub von Deutschland e. V.
- DMV – Deutscher Motorsport Verband e. V.

### Landesmotorsportfachverbände
- Bayerischer Motorsport-Verband e. V.
- Hessischer Fachverband für Motorsport e. V.
- Motorsport-Verband Nordrhein-Westfalen e. V.
- Niedersächsischer Fachverband für Motorsport e. V.
- Landesfachverband Brandenburgischer Motorsport e. V.
- Landesfachverband für Motorsport Berlin e. V.
- Thüringer Motorsport Bund e. V.
- Landesmotorsportfachverband Sachsen-Anhalt e. V.
- Motorsport-Verband Baden-Württemberg e. V.
- Landesmotorsport Fachverband e. V. Mecklenburg-Vorpommern
- Schleswig-Holsteinischer Fachverband für Motorsport e. V.
- Motorsportverband Rheinland-Pfalz e. V.
- Motorsport-Union Saar e. V.
- Sächsischer Landesfachverband Motorsport e. V.
- Landes-Motorsport-Fachverband Hamburg e. V.

### Sonstige Mitglieder
- ADMV – Allgemeiner Deutscher Motorsport Verband e. V.
- VFV – Veteranen-Fahrzeug-Verband e. V.
- ACV – ACV Automobil-Club Verkehr Bundesrepublik Deutschland e. V.
- PCD – Porsche Club Deutschland e. V.

## Ehrungen und Auszeichnungen
Neben dem – sportlich messbaren – Erfolg möchte der DMSB auch Persönlichkeit oder Verdienste um den Motorsport würdigen. Dazu verleiht er – in Tradition des Großen ONS-Pokals und des OMK-Ehrenpreises – den DMSB-Pokal.

### DMSB-Pokal
- 2001 BMW AG
- 2002 Michael Schumacher
- 2003 Yamaha Motor Deutschland GmbH
- 2004 Walter Röhrl
- 2005 Robert Barth und Gerd Riss
- 2006 Hans Werner Aufrecht
- 2008 Bernd Schneider
- 2010 Sebastian Vettel
- 2012 Motocross-Nationalmannschaft
- 2013 Norbert Haug
- 2014 Peter Geishecker
- 2015 Max Deubel
- 2016 Nico Rosberg
- 2019 Hermann Tomczyk